# Station Beillant
Station Beillant is een spoorweghalte in de gemeente Saint-Sever-de-Saintonge in het Franse departement Charente-Maritime.

## Foto's

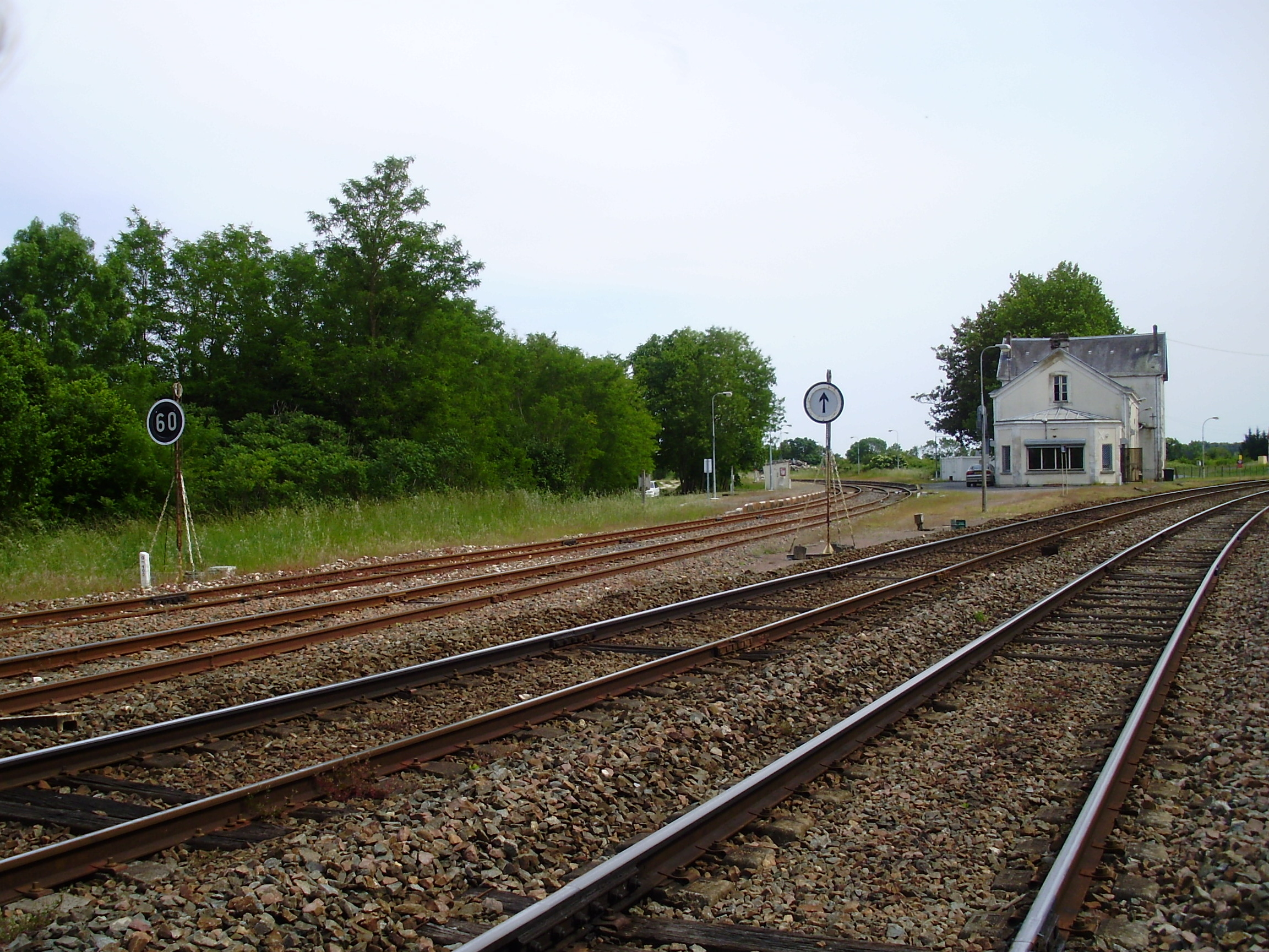